# Leptoxis dilatata
Leptoxis dilatata är en snäckart som först beskrevs av Conrad 1835.  Leptoxis dilatata ingår i släktet Leptoxis och familjen Pleuroceridae. Inga underarter finns listade i Catalogue of Life.